# فاس في عهد الأدارسة
فاس هي مدينة من أعرق المدن المغربية. فهي بُنيت على يد إدريس الأول الذي أتى من المشرق هربًا من مذابح العباسيين في موقعة «فخٍ» في عام 172 هـ، حيث وضع النواة الأولى للمدينة وأحاطها بسور عال وسُميت عدوة الأندلسيين.
وبعد سنتين من الحكم علو الخليفة العباسي هارون الرشيد بهربه فقرر إرسال إليه سليمان بن جرير الشماخ مع قنينة عطر مسمومة سنة 174 هـ، فخلفه ابنهُ إدريس الثاني الذي كان يبلغُ من العمر 12 سنة بمساعدة أمه «كنزة البربرية» وحاجبه «راشد» فشيد نواة ثانية للمدينة وعُرفت باسم عدوة القرويين هذا ما يبين وجود مدينتين متجاورتين ومنفصلتين في نفس الوقت.
عندما مات إدريس الثاني، ترك إثنا عشر ولدًا الذين تخاصموا على الملك فاستغل الفاطميون الفرصة ودخلوا لحكم البلاد.
ومن أشهر مساجد المغرب القديمة هو جامع القرويين الذي بنته فاطمة الفهرية التي تلقب بـ«أم البنين» وبِمُساعدةٍ من أختها مريم سنة 245 هـ.